# Carl Robert Wagner

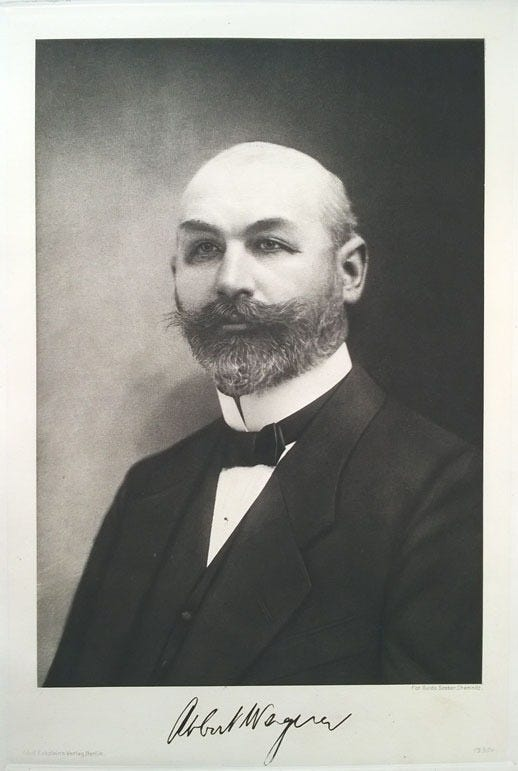
Porträt von Carl Robert Wagner

Carl Robert Wagner (* 31. Januar 1859 in Chemnitz; † 25. Juli 1931 in Dresden) war ein deutscher Schlosser, Unternehmer und Konstrukteur. Als Gründer des Unternehmens Rowac trug er dazu bei, den ersten industriell hergestellten Stahlschemel auf den Markt zu bringen.

## Werdegang
Carl Robert Wagner begab sich nach seiner Schlosserlehre von 1874 bis 1879 als Geselle auf Wanderschaft durch Deutschland, Österreich, Italien und die Schweiz und eignete sich nicht nur Fachkenntnisse, sondern auch eine Selbständigkeit an. Nach dem Militärdienst in Dresden war er zunächst als Schlosser in einer Chemnitzer Maschinenfabrik, ab 1885 als Maschinenmonteur in der Sächsischen Maschinenfabrik tätig. Das Angebot, in der Spinnerei-Abteilung der Wiede'schen Maschinenfabrik als Werkmeister zu arbeiten, lehnte er ab. Stattdessen machte er sich 1888 selbständig und gründete das Unternehmen Rowac (Akronym für Robert Wagner, Chemnitz).

## Tod
Als Carl Robert Wagner am 25. Juli 1931 starb, übernahmen sein Sohn Kurt Robert Wagner und seine Enkel Hans Kurt Wagner und Werner Alexander Wagner die Geschäftsführung.